# Håberg
Håberg är en herrgård i Flo socken, Grästorps kommun, Västergötland.
Håbergs säteri är känt sedan medeltid och ägdes från 1670-talet fram till reduktionen av greve Magnus Gabriel De la Gardie då det låg inom Läckö grevskap.
Gården tillhörde på 1500-talet Ol. Amundsson Stake till Håberg och Råbäck samt hans dotter Anna Stake, gift med amiralen, översten för Dalkarlarna år 1570, Nils Jespersson Cruus. Vidare av deras dotter Barbro Nilsdotter Cruus, gift med Jöran Ulfsson Sneckenborg till Norrnäs. Gården har sedan vandrat genom olika släkter, som Ribbing på 1700-talet. År 1795 ägdes säteriet av majoren baron N. Silfversköld, vilken senare lät uppföra den stora manbyggnaden i sten. Efter S. tillträdde dennes måg major A. Coyet. Senare, i mitten av 1800-talet tillhörde godset patron P. Möller, som 1861 sålde godset till lagman Sylvan.
Manbyggnaden är byggt i en stil som är en blandning mellan rokokotidens senare 1700-tal och det nyvaknade intresset för antiken. Huset har ett lågt valmat skiffertak, detaljer på fasaden har inslag av den gustavianska stilen. I början av 1900-talet avstyckades stora arealer med utgårdar och torp. Västra Sveriges Egnahems AB var då ägare till godset.
Håberg ägdes under många år av godsägare Sven Norup som innehade gården fram till 1970-talet.
Håbergs egendom omfattar idag (2008) ca 750 hektar och är därmed en av de största gårdarna i Västsverige.